# Рудниците на цар Соломон
„Рудниците на цар Соломон“ (на английски: King Solomon's Mines) е роман на английския писател Хенри Райдър Хагард, издаден за първи път през 1885 г., и смятан за неговото най-популярно произведение.
Книгата разказва за премеждията на група авантюристи, водени от известния изследовател Алън Куотърмейн. Те се отправят на опасно приключение в сърцето на африканския континент, откривайки непознати дотогава земи и страни, където се намира легендарното съкровище на цар Соломон, заровено някъде в мините.
Приключенският роман е създаден от Хагард в резултата на облог, че може да напише по-увлекателна история от тази на „Островът на съкровищата“. „Рудниците на цар Соломон“ става най-продаваната творба на автора и за кратко време прави своя създател писател със световна слава. През 1887 г. Хагард издава продължението на успешната история, наречено „Алън Куотърмейн“. По литературното произведение са направени няколко филмови адаптации, телевизионни сериали и комикси.

## Сюжет
Внимание:  Текстът по-долу разкрива сюжета на произведението (или части от него)!
Алън Куотърмейн се запознава със сър Хенри Къртис и капитан Джон Гуд на борда на кораба „Дънкелд“, който пътува от Кейптаун до Дюрбан, Натал. Сър Хенри издирва своя брат Невил, безследно изчезнал, търсейки легендарните Соломонови рудници. Куотърмейн, срещал се преди години с изчезналия, разполага с документи, сочещи местоположението на съкровището, дадени му от португалски авантюрист. Предполага се, че рудниците се намират зад планината Сулиман, където живее храброто племе на кукуаните. Сър Хенри настояват ловецът да ги придружи в издирването, гарантирайки му, че ще бъде възнаграден богато.
Авантюристите слизат в Дюрбан и започват необходимите приготовления за път. Наемат трима зулу, койкой и мистериозен чернокож младеж на име Умбопа, твърдящ че е от далечно северно племе. По време на пътуването до краала на Ситанда, мъжете се отдават на лов на слонове, в който умира един от хората им. В града престояват един ден, преди да навлязат в пустинята, разположена пред Сулиман. Безводната местност едва не погубва пътниците от жажда. Спасява ги мръсен гьол в една пясъчна могила. В снежната планина мъжете се борят с глада и студа, загубвайки Вентфьогел. От другата страна на Сулиман авантюристите поемат по широк път, наречен Соломоновия път. Отклонявайки се от него, чужденците се сблъскват с няколко хора от племето кукуани, които ги взимат за богове и се съгласяват да ги придружат до страната им Кукуаналанд, където царува жестокия крал Туала.
В главната квартира на владетеля Лу, гостите от небето са навестени от недоверчивия Туала и неговата съветница коварната магьосницата Гагул. След срещата, Умбопа признава пред тримата пътници и Инфадус, чичото на Туала, че е законния крал на кукуаните Игнози. Вечерта кралят устройва кърваво празненство, в което избива над стотина свои хора, по съвет на Гагул и нейните вещици. Старата врачка настоява да убият Умбопа, но Куотърмейн се застъпва за него. След кървавото събитие Инфадус довежда влиятелните вождове на Кукуаналанд, за да им представи новия крал. Недоверчивите вождовете искат знамение от чужденците, което да подкрепи новия владетел.
По време на друг кървав празник, организиран от Туала следващата вечер, белите богове, домогнали се преди това до календара на Гуд, преписват лунно затъмнение като тяхно деяние – наказание, поради тиранията на Туала. Настава бунт. Тримата англичани, законния крал и част от войните и вождовете на кукуаните избягват от града и се укриват в близкия хълм, където се приготвят за предстоящата битка. След няколко дена армията на Туала, значително по-голяма от тази на Игнози, се изправя срещу бунтовниците. Първоначално те са отблъснати от тиранина, но същия ден хората на законния владетел правят нова атака. С цената на много жертви, войската на Игнози извоюват победа. Оцелелият Туала се изправя в двубой със сър Хенри. Главата на тиранина е отсечена от англичанина и Игнози е провъзгласен за новия крал на кукуаните. Гуд е смъртоносно ранен, но под грижите на Фулата се завръща към живота.
По искане на тримата чужденци, Игнози пощадява Гагул и я скланя да им покаже пътя към пещерата, криеща съкровищата на Соломон. Вещицата отвежда англичаните и Фулата в огромна пещерна зала, където са запазени телата на всички владетели на Кукуаналанд. Вещицата отваря скрита врата в каменната стена, която води до стая, пълна с диаманти и златни монети. Улисани от богатствата, белите мъже са хванати в капан. Гагул затваря каменната вратите, под чиято тежест намира смъртта си. Фулата, опитала се да спре вещицата, издъхва в стаята. Тримата мъже престояват в непрогледен мрак три дена, докато не намира дупка на койот, от която успяват да се измъкнат.
Следващите дни те се разделят с Игнози и поемат по друг, по-лек път, към Ситанда. В един оазис те откриват Невил. С малкото, взети от Куотърмейн, диаманти, авантюристите се превръщат в английски аристократи в страната си.

## Персонажи

### Авантюристи
- Алан Куотърмейн (Allan Quatermain) – професионален ловец на слонове и пътуващ търговец, родом от Дюрбан, Натал. Главен персонажи и разказвач на историята. Куотърмейн определя себе си като тих и кротък авантюрист, който не обича насилието. Намеква, че не е особено вярващ. Кафрите го наричат „Макумазан“, което значи „човек, който гледа през нощта“. Още на младини започва да се занимава с лов и търговия. На 55-годишна възраст, когато пише своите мемоари, е богат, но болен джентълмен. Има син на име Хари.
- Сър Хенри Къртис (Sir Henry Curtis) – английски аристократ, който издирва своя изчезнал брат Невил. Едър и висок мъж на около тридесет години с привлекателна външност: правилни черти на лицето, големи сиви очи, руси коси и дълга брада. Във вените му тече датска кръв и Куотърмейн го оприличава с нордическия тип. Спокоен, въпреки че понякога проявява горделивост. Много религиозен. Кафрите го наричат „Инкубу“, което на туземски език се превежда „слон“.
- Джон Гуд (John Good) – запасен капитан-лейтанант от Британския кралски флот, уволнен с почести. Нисък и набит мъж на средна възраст. Изключително суетен; винаги гледа да е спретнат и чист, идеално избръснат и с монокъл на дясното око. Гуд е джентълмен, който от време на време изпуска някоя и друга ругатня. Има солидни познания по медицина и понякога заема ролята на доктор. Кафрите го наричат „Бугуян“, заради стъкленото му око.
- Невил Къртис (Neville Curtis) – по-малък брат на сър Хенри. Авантюрист, който изчезва безследно, търсейки рудниците на Соломон. Пет години преди това се скарва със своя голям брат, след смъртта на баща им. Невил се запознава с Куотърмейн в Бамангуато, две седмици преди изчезването му.
- Кива (Khiva) – дребен зулу, придружаващ авантюристите в начинанието им. Отлично говори английски. Умира, разкъсан от подивял слон.
- Вентфьогел (Ventvögel) – туземец от племето койкой със слабост към пиенето. Умира от замръзване в една пещера в планината Сулиман.
- Том (Tom) – зулу, водач на пътуването в търсенето на Соломоновите рудници.
- Гоза (Goza) – зулу колар, нает от Куотърмейн за пътешествието.

### Кукуани
- Умбопа/Игнози (Umbopa/Ignosi) – тайнствен туземец на около трийсет години; законен крал на племето кукуани. Син на предишния крал Имату. След неговата смърт избягва с майка си на далеч и става скитащ войн. Умбопа е висок и едър младеж, с малко по-светла кожа от зулусите. На главата си носи черен обръч от гума, намазан с мазнина. Има благородна Има благородна натура и понякога се държи дръзко с белите, което Куотърмейн невинаги одобрява.
- Туала (Twala) – кръвожаден тиранин на Кукуаналанд, брат близнак на Имату и племенник на Инфадус. Взима властта, убивайки предишния владетел и прогонвайки наследниците му. Туала е огромен и страховит мъж с едно око. Садистичен и самомнителен владетел, който не се свени да убива стотици от своите хора. Доверява се сляпо на своята съветница вещицата Гагул, която го е отгледала още от дете.
- Гагул (Gagool) – коварна вещица и съветник на Туала. По нейни пъклени планове гигантът е издигнат за владетел на кукуаните. Племето я уважава като мъдра пророчица, която знае всичко. Възрастта ѝ е неуточнена, но се предполага, че е ужасно стара. Външния ѝ вид е описан отвратителен и отблъскващ: маймуноподобна фигура със сбръчкана жълтеникава кожа, оголен череп и всякаква липса на нос.
- Инфадус (Infadoos) – старец, син на Кафа – предишния крал на кукуаните – и чичо на Туала. Той седи начело на огромна армия от кукуаните. Подобно на всички не одобрява властта на Туала, но запазва възраженията си в тайна. Става верен на Туала, след като му разкрива, че е Игнози.
- Фулата (Foulata) – млада чернокожа красавица от племето кукуани, която трябва да бъде пожертвана за да умилостиви волята на древните. Спасена е от Куотърмейн и компания. Тя от своя страна спасява живота на Гуд.
- Скрага (Scragga) – син на Туала и предполагаемият наследник на царския трон. Младеж със садистично сърце, за някои дори по-черно от това на баща му. Убит от сър Хенри с копие.

### Други персонажи
- Хосе Силвестър (José Silvestre) – португалски авантюрист и пътешественик. Висок, слаб с големи тъмни очи и завити сиви мустаци. Преди смъртта си, дава на Куотърмейн книжа, които посочват точното разположение на Соломоновите рудници.
- Хосе де Силвестра (José da Silvestra) – прадядо на Силвестър, който създава достоверна карта на съкровището на Соломон, върху парче плат, докато умира от глад в пещера в Сулиман. Тялото на авантюристът е открито от четиримата пътешественици.
- Джим (Jim) – ловец, придружаващ Невил в пътуването му.

## Филмови екранизации
По книгата са направени пет филма, адаптация по произведението и няколко други филмови продукта, които частично се предържат към оригинала или черпят просто вдъхновение от него. Някои от известните заглавия са:
- „Мините на цар Соломон“ от 1937 г. с режисьор Робърт Стивънсън и с участието на актьорите: Пол Робинсън, Седрик Хардуик, Ан Лий, Джон Лодър и Роланд Йънг. Британска продукция, считана за добре придържащата се към историята на романа.
- „Мините на цар Соломон“ от 1950 г. е американски филм, режисиран от Комптън Бенет и Ендрю Мартън, на компанията „Метро-Голдуин-Майер“. Актьорския състав включва: Дебора Кер, Стюарт Грейнджър и Ричард Карлсън. Най-добре познатата киноадаптация по произведението на Хагарт.
- „Watusi“ от 1959, продължение на лентата от 1950 г., частично придържайки се към романа. Филмът е с режисьор Кърт Нюман и актьорски състав: Гретъри Монгомъри, Тайна Елг, Давид Фарар и Рекс Инграм. Сценарист на продукцията е известния британски писател Джеймс Клавел.
- „Съкровището на цар Соломон“ е британско-канадски нискобюджетен филм, режисиран от Алън Ракиф и с участието на актьорите: Джон Коликос, Дейвид Маккелъм, Патрик Макний и Брит Екланд. Екранизация по романите „Мините на цар Соломон“ и „Алън Куотърмейн“.
- „Мините на цар Соломон“ от 1985 г. американски филм с участието на известните актьори Ричард Чембърлейн и Шарън Стоун. Лентата е режисирана от Джей Ли Томпсън и адаптирана от Джим Куинтано и Джеймс Р. Силк. Продуктът подхожда с известна доза хумор и пародия към романа на Хагарт, както и към известната американска филмова поредица за Индиана Джоунс. Продължението му „Алън Куотърмейн и изгубения град от злато“ е направено две години по-рано.
- През 80-те години австралийската телевизия прави телевизионен анимационен филм, озаглавен „Мините на цар Соломон“, който слабо се придържа към творбата на Хагарт.
- „Allan Quatermain and the Temple of Skulls“ е филм излязъл директно на видео през 2008 г. Режисьор: Марк Аткинс и продуциран от американското студио „The Asylum“. Лентата е слабо базирана върху романа и е определяна като пародия на „Индиана Джоунс и кралството на кристалния череп“ от същата година.